# Rubus heterophyllus
Rubus heterophyllus är en rosväxtart som beskrevs av Carl Ludwig von Willdenow. Rubus heterophyllus ingår i släktet rubusar, och familjen rosväxter. Inga underarter finns listade i Catalogue of Life.